# Nunavik
Ne doit pas être confondu avec Nunavut.
Le Nunavik (en inuktitut : ᓄᓇᕕᒃ) est une région socioculturelle du territoire québécois faisant partie du Nord-du-Québec, autrefois le Nouveau-Québec. Le Nunavik couvre un territoire d'une superficie d'environ 500 000 km2 et est composé de lacs sculptés par les glaciers, de rivières, de toundra et de forêt boréale.
Il ne faut pas confondre le Nunavik avec la région Kativik, qui est le territoire administrativement reconnu situé au nord du 55e parallèle, à l’exclusion des terres des catégories IA et IB destinées à la communauté crie de Whapmagoostui.
Les quelque 14 000 habitants du Nunavik (les Nunavimmiuts), dont 90 % s'identifiant comme Inuits, vivent le long des côtes dans quatorze villages nordiques. S'y ajoutent les communautés de Kawawachikamach, peuplé de Naskapis ; ainsi que Whapmagoostui, une communauté de Cris.

## Toponymie
Nunavik signifie « la grande terre » en nunavimmiutitut (dialecte inuktitut du Nunavik). Les Inuits du Nunavik s'autodésignent Nunavimmiut.
En inuktitut, Nunavik signifie endroit où vivre.

## Géographie

Carte de la région Kativik à l'intérieur du Québec.

### Frontières
Le Nunavik s'étend au-delà des frontières du Québec, comme en témoigne l'Accord sur les revendications territoriales des Inuit du Nunavik. Formant une péninsule dans sa partie québécoise, le territoire du Nunavik est ceint par la baie d'Hudson à l'ouest et par le détroit d'Hudson et la baie d'Ungava au nord. On retrouve tout au long de ces côtes des milliers d'îles et d'îlots, dont une grande partie sont sous la juridiction du territoire voisin du Nunavut. 
À l'est se trouve le Nunatsiavut, un autre territoire peuplé par des Inuits, mais situé dans la province de Terre-Neuve-et-Labrador.

### Topographie
À l'exception des Monts Torngat à l'extrême-est et des vallées sculptées par les principaux fleuves du Nunavik, le relief de la région est plutôt plat. Parmi les principaux sites de cratères météoriques, on retrouve les cratères des Pingualuit, Couture et La Moinerie.

### Hydrographie

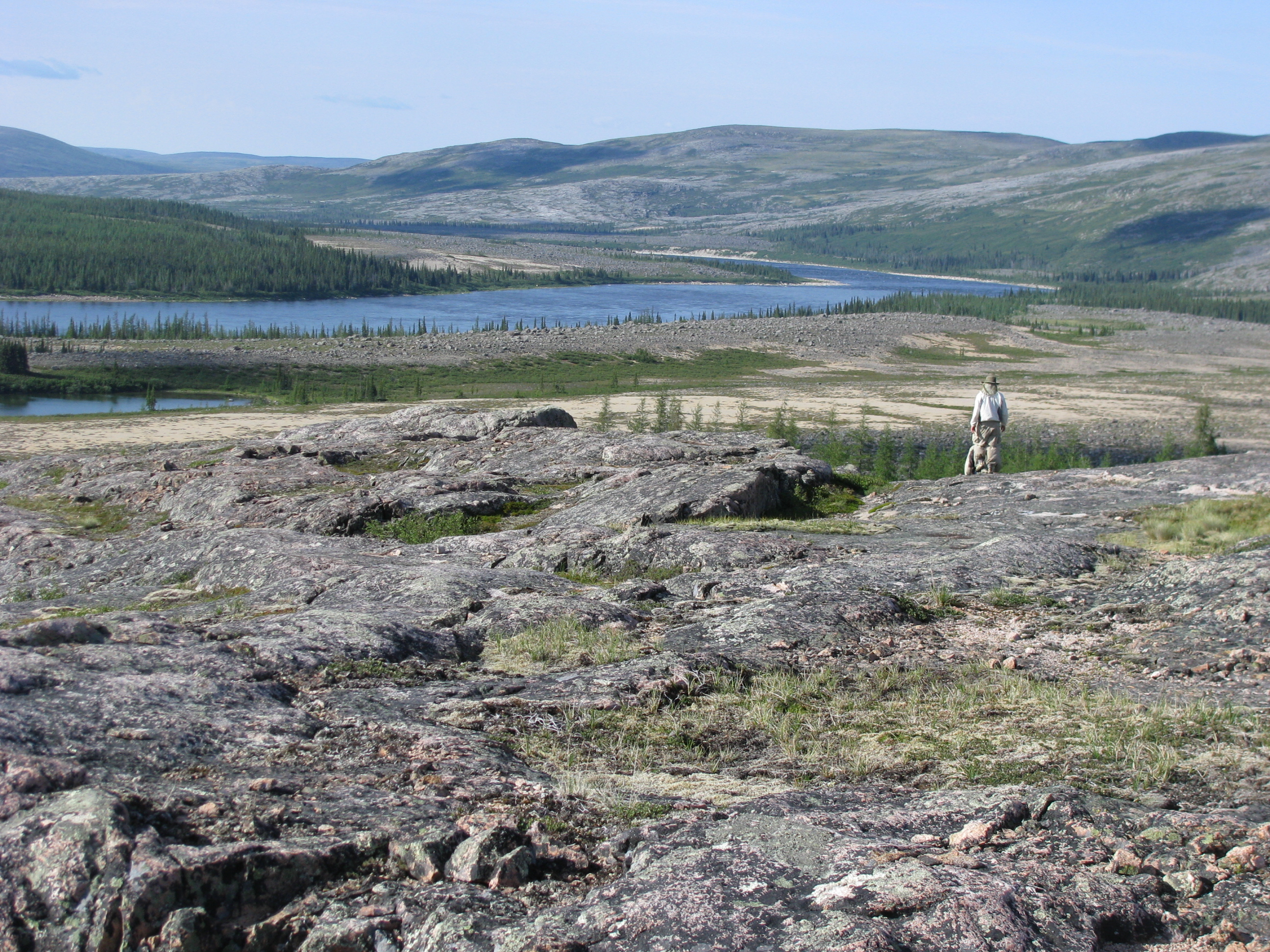
Rivière George

Le réseau hydrographique est vaste et complexe. Parmi les fleuves et les rivières les plus importantes, on retrouve la rivière aux Feuilles, la rivière George, la rivière Koksoak, la rivière Caniapiscau, la rivière Arnaud, la rivière aux Mélèzes et la Grande rivière de la Baleine. Les plus grands plans d'eau sont le lac Wiyâshâkimî, le lac Tasiujaq, le lac Couture, le lac Bienville et le lac Le Moyne.

### Végétation et faune

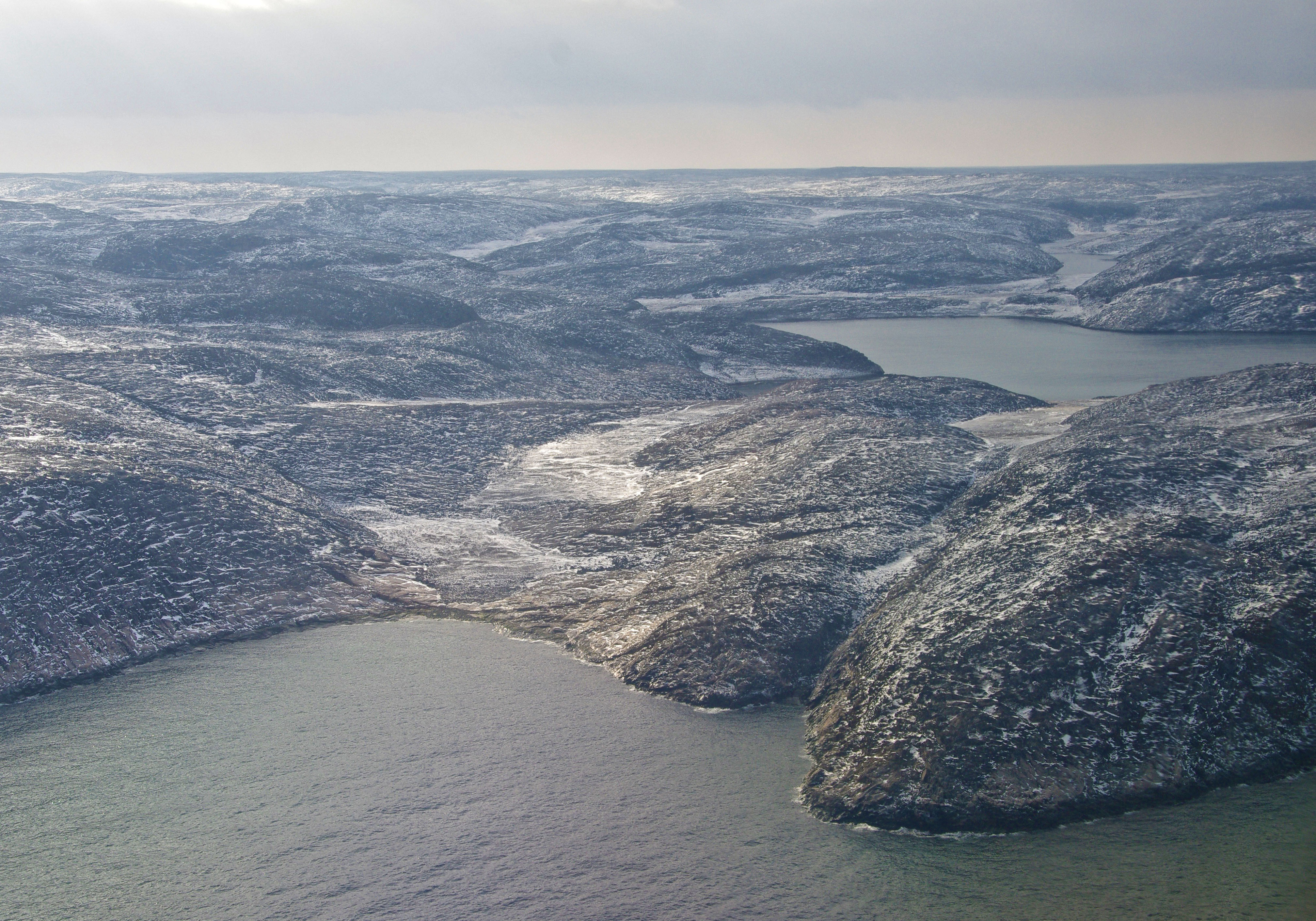
Vue aérienne de la toundra du Nunavik.

Quatre biomes sont présents au Nunavik sur sa partie québécoise. En ordre d'importance, on retrouve la Taïga de l'Est du Bouclier canadien, la Toundra du Bas-Arctique, la Toundra du Moyen-Arctique et la Toundra des monts Torngat. Plusieurs troupeaux de caribous sillonnent les grandes étendues du territoire. Parmi les autres espèces animales, on retrouve l'ours noir, l'ours blanc, le loup des plaines et le renard et, chez les oiseaux, le harfang des neiges et la bernache du Canada.

### Accès au territoire
Il n’y a aucune liaison routière entre le Nunavik et le Québec méridional, bien que la route Transtaïga se termine près du 55e parallèle (sur les bords du réservoir de Caniapiscau, à quelques centaines de kilomètres de Kuujjuaq), d'une part, et que la route de la Baie James soit éloignée de quelque 250 km des villages jumelés de Whapmagoostui et Kuujjuarapik (sur la côte orientale de la baie d'Hudson), d'autre part. Il y a un service aérien régulier et un lien maritime saisonnier (été et automne).

## Histoire

### Premiers habitants

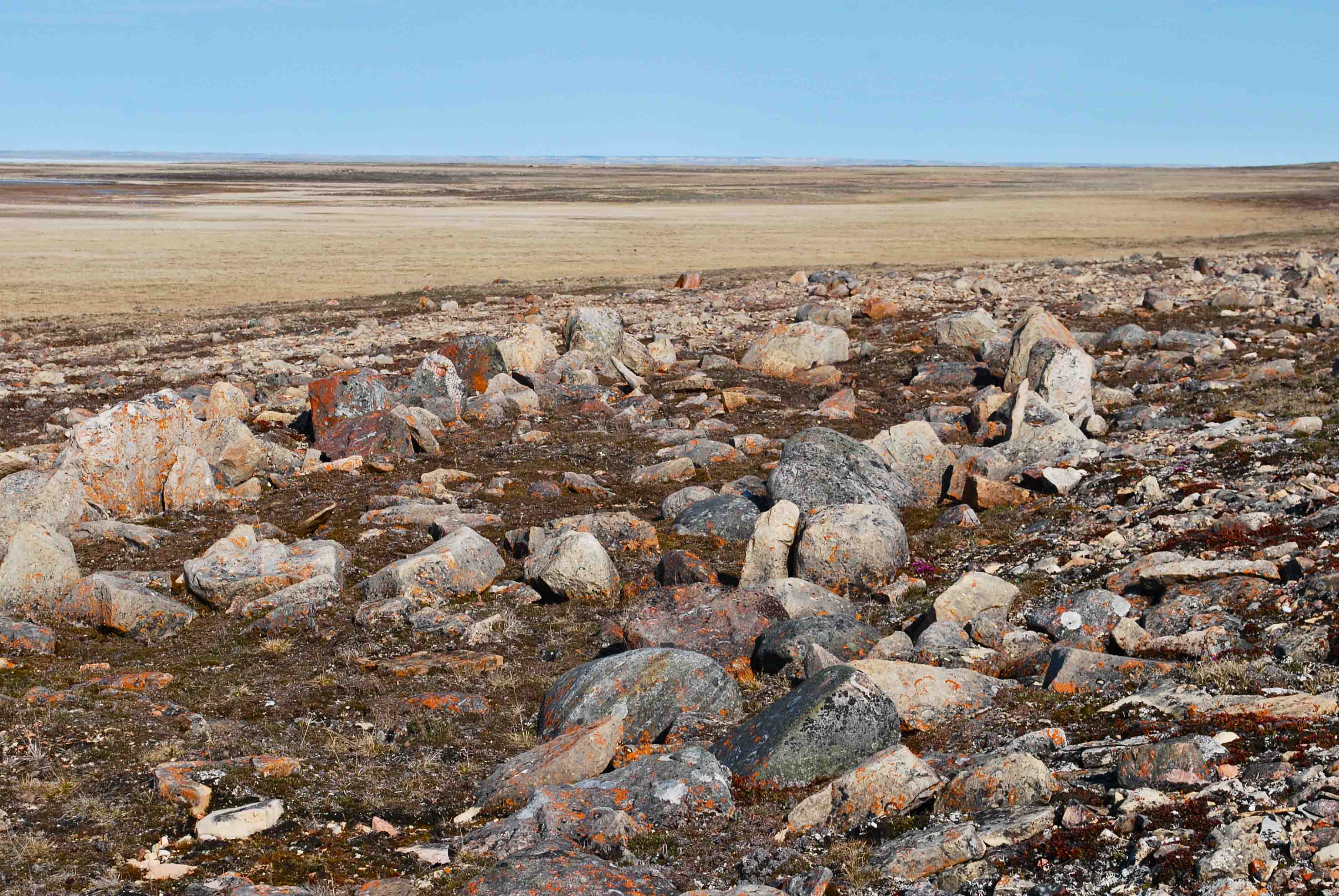
Ruines d'une maison longue de culture dorsétienne.

Les premiers hommes à occuper le territoire seraient les Paléoesquimaux anciens dits de culture prédorsétienne. Ils arrivent au Nunavik vers 1000 av. notre ère et s'installent sur la côte est de la baie d’Hudson et à différents endroits sur la côte de la baie d’Ungava. Vers l'an mille, les Thuléens, ancêtres des Inuits, font leur apparition dans l'Arctique canadien. Mieux outillés face aux conditions arctiques, ils supplanteront tranquillement les Dorsétiens. Les sites les plus anciens de la culture de Thulé au Nunavik sont datés du XIIIe siècle.

### Exploration européenne

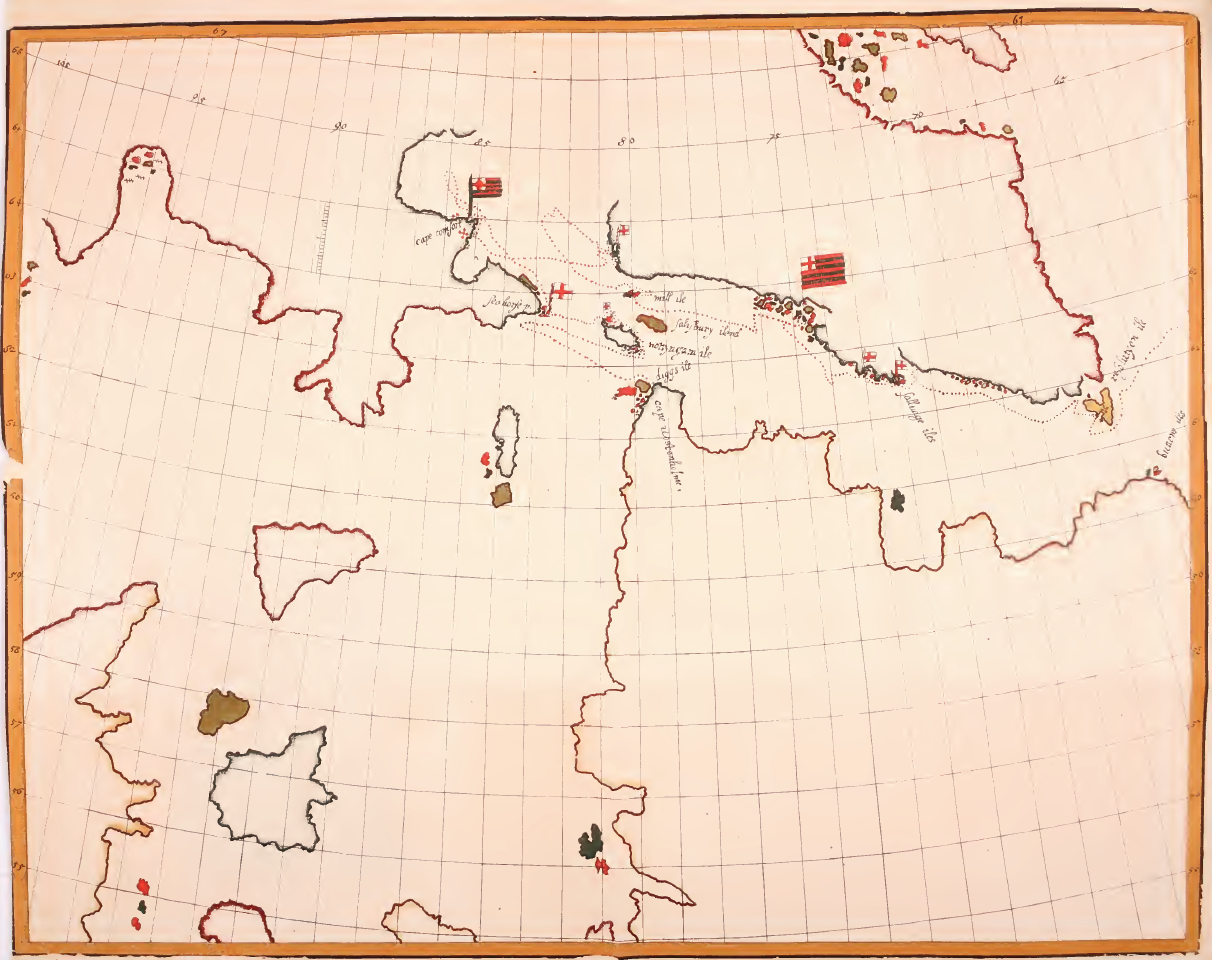
Carte du Nunavik, de la baie et du détroit d'Hudson, en 1615.

À partir du milieu du XVIe siècle, certains explorateurs européens notent la présence d'une population humaine sur ce territoire mais les contacts sont très limités. Il faut attendre au moins le XVIIIe siècle avant qu'une véritable communication et des échanges commerciaux ne s'établissent sérieusement. En 1811, la baie d'Ungava est explorée pour la première fois par deux missionnaires moraves en provenance d'Okak, au Labrador. En 1829, la Compagnie de la Baie d’Hudson ouvre un premier poste de traite à Kuujjuarapik. Un poste est également érigé à Kuujjuaq.
Le 15 juillet 1870, le Royaume-Uni cède d'immenses territoires au Canada dont la Terre de Rupert. Le Canada fait de ses nouvelles possessions les Territoires du Nord-Ouest. En 1895, ces territoires sont divisés en quatre districts, dont celui de l'Ungava. Les frontières de ce district correspondent approximativement à celles du Nunavik tel que nous le connaissons aujourd'hui. En avril 1912, l'Ungava est transféré à la province de Québec, et en décembre de la même année il prend le nom de Nouveau-Québec.

### Implication gouvernementale

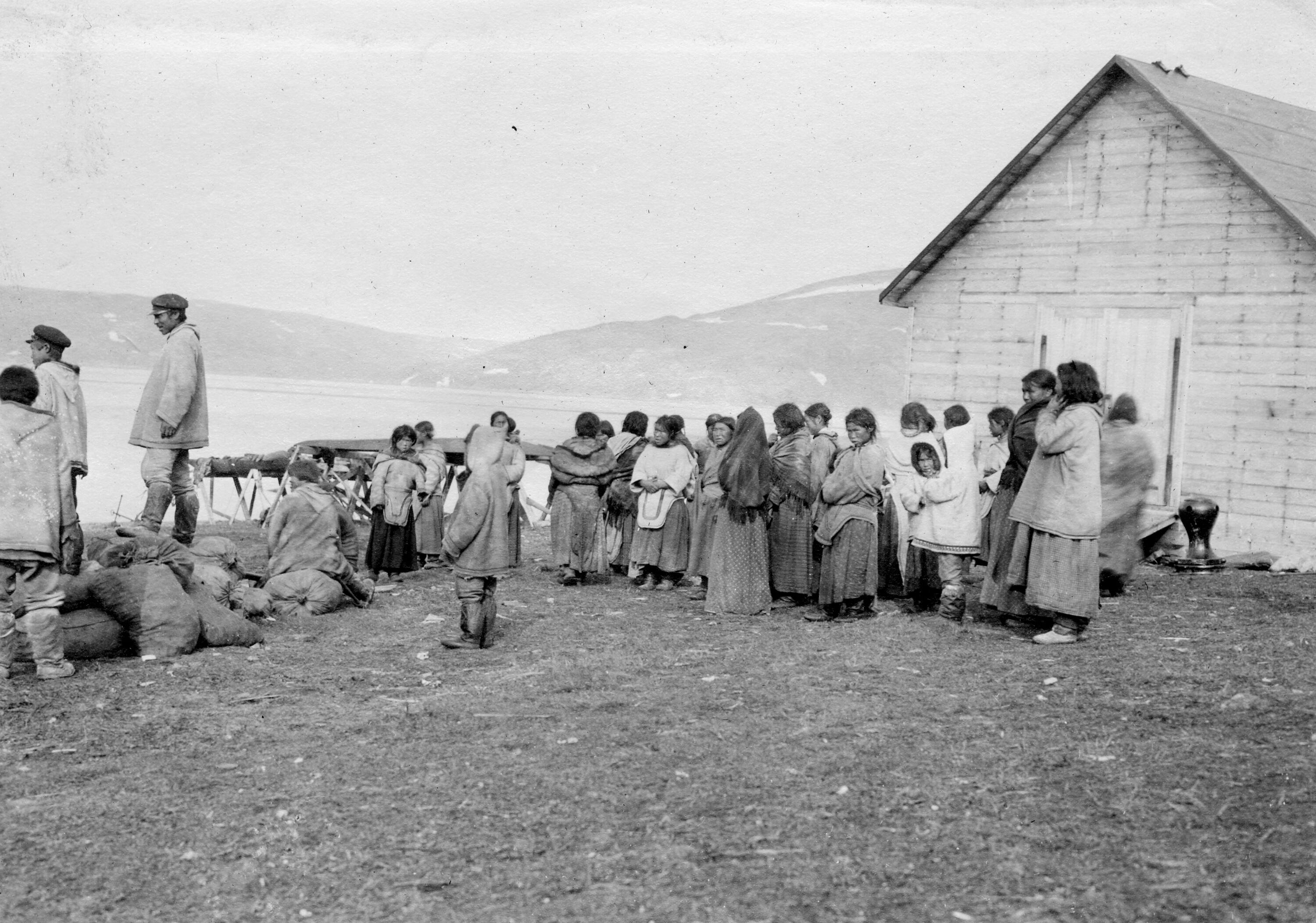
Passage de marchands de la compagnie Revillon Frères à Kangiqsujuaq en 1909

Durant la Guerre froide, le monde commence à s'intéresser à l'Arctique pour des enjeux militaires. L'Armée américaine implante plusieurs bases dans le Nord canadien dont celle de Crystal-1, en 1942, à Kuujjuaq. Elle occupe le site jusqu'en 1945. Dans les années 1950, le gouvernement du Canada veut coloniser l'Extrême-Arctique afin d'y affirmer sa souveraineté. C'est ce qu'on baptisera plus tard la délocalisation du Haut-Arctique. Huit familles inuites d'Inukjuak au Nunavik sont déportées à Resolute et Grise Fiord, dans l'Archipel arctique canadien. Elles seront contraintes d'y rester et de s'adapter à un nouveau mode de vie. De 1945 à 1963, le gouvernement du Canada fonde des écoles fédérales dans les villages du Nunavik. L'enseignement est prodigué uniquement en anglais.
Ce n'est qu'à partir des années 1960 que le gouvernement du Québec commence à jouer un rôle sur cette portion de son territoire acquise 50 ans plus tôt. Dans l'élan de la Révolution tranquille, Québec reprendra progressivement le contrôle sur les affaires sociales et économiques du Nunavik. En 1963, le gouvernement crée la Direction générale du Nouveau-Québec. En 1968, la Commission scolaire du Nouveau-Québec (aujourd'hui la Commission scolaire Kativik) est fondée à son tour, laquelle offre l'enseignement en inuktitut, en français ou en anglais.

### Autodétermination

En 2013, l'artiste Thomassie Mangiok d'Ivujivik a proposé l'adoption d'un drapeau pour le Nunavik.

Le 11 novembre 1975 est signée la Convention de la Baie James et du Nord québécois. Elle contient des dispositions pour régler de façon générale les revendications territoriales des Inuits du Nouveau-Québec. La Convention permettra également la fondation de l'Administration régionale Kativik ainsi que de la Société Makivik.
En 1986, un référendum mené dans les collectivités du Nouveau-Québec fait adopter le nom « Nunavik » comme le nouveau toponyme officiel de ce territoire.
Lors du référendum de 2011 au Nunavik, les Nunavimmiuts rejettent à 66 % le projet d'un gouvernement régional.
Le 3 avril 2013, au cours d'une consultation, l'artiste et graphiste Thomassie Mangiok a proposé un drapeau pour le Nunavik.

## Économie
L'économie du Nunavik repose majoritairement sur les opérations gouvernementales. Celles-ci représentent la moitié du produit intérieur brut régional alors qu'elles ne représentent que 7 % à l'échelle du Québec. Par ailleurs, le principal moteur de création de richesse au Nunavik consiste en ses ressources minières. La mine Raglan, propriété de Glencore, située à l'Est de Salluit, est l'une des plus importantes exploitations de la région. Ce complexe est accessible grâce à l'aéroport de Kattiniq-Donaldson et par des installations portuaires à la baie Déception. La mine a commencé ses activités en 1997.

## Environnement

### Pollution

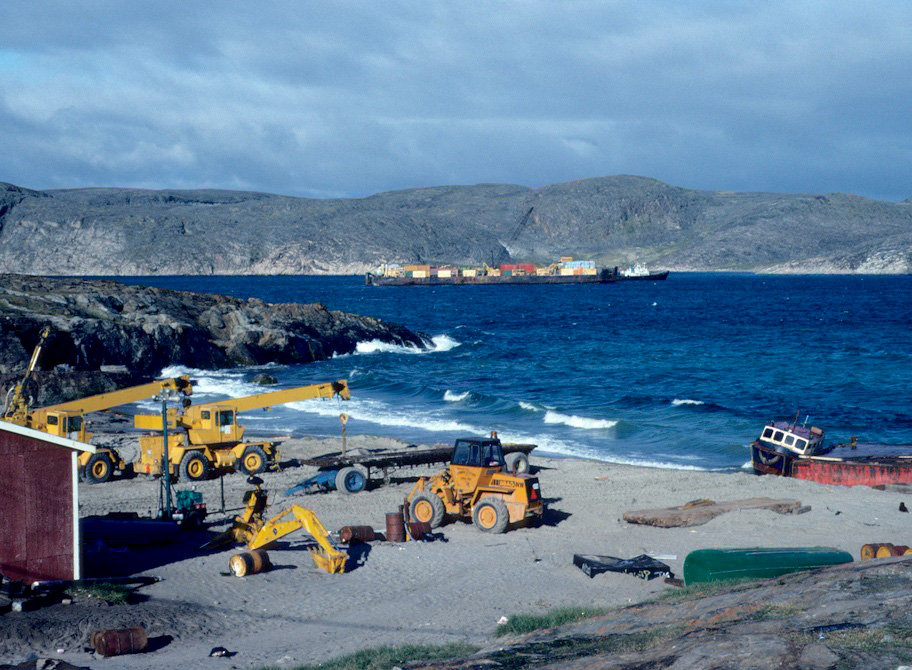
Machinerie et navire de charge près d'Ivujivik, la communauté la plus nordique du Nunavik.

Le Nunavik abrite encore des paysages forestiers intacts, qui ont disparu de l'essentiel des zones tempérées de la planète, et qui sont en régression au nord de l'Europe, de la Russie et des ex-pays de l'Est ainsi qu'au nord de l'Extrême-Orient. De nombreuses espèces devenues rares ou menacées survivent dans la zone boréale (du Nunavik à l'Alaska pour l'Amérique du Nord).
Bien qu'éloignées des grands centres urbains et industriels, les régions boréales ne sont nullement épargnées par la pollution ; Les polluants émis dans l'hémisphère nord tendent même à se concentrer dans la zone arctique où ils se déposent en contaminant l'océan Arctique et les zones polaires émergées.
Cet environnement, via notamment la consommation traditionnelle d'animaux chassés ou pêchés appartenant au haut de la chaîne alimentaire, surexposent aussi les Inuits à des taux élevés de mercure, de plomb et d'autres polluants bioaccumulables,. 
Le Nunavik est également l'une des régions du monde qui pourrait subir un particulièrement fort impact du réchauffement climatique.

#### Pollution par le mercure
Les taux de mercure (issu de la chair d'animaux arctiques consommés comme nourriture) sont anormalement et excessivement élevés dans les échantillons sanguins de nombreux Inuits, avec toutefois une nette amélioration de la concentration sanguine moyenne de 1992 à 2004 (descendue à 51,2 nmol/L, soit une diminution de 32 % en 12 ans), avec toutefois de fortes différences selon l'âge et selon la consommation de viande de mammifères marins (phoque, morse, cétacé, etc.) qui constituent la première source de mercure chez les Inuits,,,.  
Le mercure n'étant pas (à la différence du plomb) connu pour s'accumuler dans les tissus humains, ces différences laissent penser que les jeunes adultes dans les années 2000 consomment beaucoup moins d'aliments traditionnels (mammifères marins, oies, canards, etc.) que les plus âgés, ce que les enquêtes alimentaires confirment.  
D'ailleurs, les études montrent aussi que les résidents de la baie d'Hudson restent - en moyenne - plus contaminés par le mercure que ceux de la Baie d'Ungava où la nourriture est moins traditionnelle. On avait déjà démontré en 1992 que les taux de mercure étaient plus élevés chez les Inuits plus âgés consommant plus de phoque et de béluga (foie en particulier). Les enquêtes alimentaires montrent que la portion moyenne quotidienne de viande de mammifère marin est passée de 28,7 g/jour en 1992 à 17,5 g/jour en 2004 (- 40 % en 12 ans), et des aliments moins contaminés (omble chevalier par exemple) sont plus souvent consommés. Cependant la charge corporelle de mercure (51,2 nmol/L en moyenne) est encore près de 14 fois plus élevée au Nunavik que dans la population québécoise générale ( 3,7 nmol/L) et elle est plus du double de celle observée chez les cris d'Oujé-Bougoumou (21,3 nmol/L, moyenne calculée pour 169 personnes) est bien plus élevée qu'à Nemaska (14,4 nmol/L, moyenne calculée pour 71 personnes) au Québec, sans toutefois atteindre les taux très élevés mesurés chez les grands consommateurs de poissons de luxe (marlin, espadon, etc.) de San Francisco, ou des autochtones d'Amazonie exposés au mercure de l'orpaillage. Les inuits canadiens présentent en outre des taux de mercure moins élevés que ceux du Groenland. Les progrès fait depuis 1992 (51,2 nmol de mercure par litre de sang en 2004) ont permis qu'en moyenne et pour le mercure, le seuil de 99,7 nmol/L établie par Santé Canada pour la population générale adulte ne soit pas dépassé.  
Néanmoins, chez certaines personnes, des taux de mercure sanguin atteignant 1200 nmol/L étaient encore relevés en 2004 (12 fois le seuil maximal recommandé au Québec), et 28 % de la population générale du Nunavik dépassaient en 2004 ce seuil.. 72 % des femmes en âge de procréer dépassaient le seuil fixé pour limiter les risques pour l'embryon (28,9 nmol/L au Canada). Les teneurs du corps humain en mercure ont diminué de 1992 à 2004, mais moins que pour le plomb. 

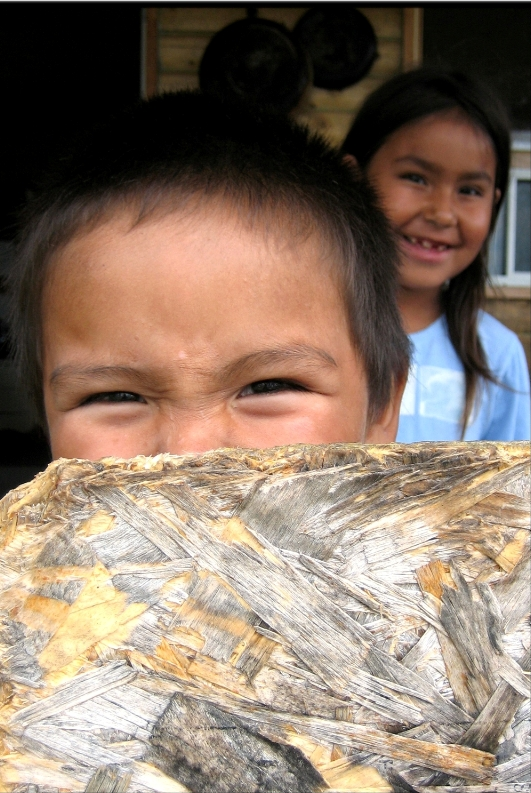
Enfants de Kuujjuaq.

#### Pollution par le cadmium
Comme pour le plomb, le cadmium sanguin a diminué de 1992 à 2004 (-22 %) et les analyses sanguines montrent que l'origine du cadmium aujourd'hui trouvé dans le sang est en grande partie due au tabagisme actif ou passif (Les données stratifiées selon l'usage du tabac montrent des moyennes variant de 5,3 nmol/L de sang chez les Inuits n'ayant jamais fumé, à 40,4 nmol/L chez les fumeurs).
Il existe aussi deux autres sources alimentaires : le foie et les reins du caribou. Ces deux organes sont connus chez d'autres espèces pour leur fonction de détoxication, et leur tendance à bio-accumuler le cadmium. Ces progrès sont attribués aux campagnes de sensibilisation sur l'alimentation, le passage aux cartouches sans plomb, mais les auteurs pointent le besoin de sensibiliser aux risques du tabagisme.

#### Polluants organiques
Un autre problème est celui de l'exposition des enfants et femmes enceintes, et de toute la population inuite aux pesticides et à divers organochlorés. Ces produits sont très bio-accumulables dans les graisses animales. La nourriture traditionnelle contamine ainsi les femmes (plus que les hommes qui ont moins de tissus gras). Les poissons, oiseaux et mammifères marins, souvent grands migrateurs, sont exposés à des pesticides (dont organophosphorés et carbamates connus pour leur toxicité sur les animaux à sang froid et à sang chaud) qu'ils transportent, pour partie, dans leurs organismes lors des migrations, contribuant ainsi à la dilution, mais aussi diffusion de ces produits dans l'environnement.

#### Plomb et saturnisme au Nunavik
Certaines espèces abondamment chassées sont victimes de saturnisme animal (par l'ingestion de plomb de chasse avec les aliments ou comme gastrolithe), et cette pollution peut perdurer dans le temps ; en 2006, une nouvelle étude a confirmé qu'en Amérique du Nord, plus de vingt ans après l'interdiction des cartouches à grenaille de plomb (sauf dérogation pour les Amérindiens et Inuits), le saturnisme touche encore fréquemment des oiseaux. 
Comme l'agriculture est quasiment impossible dans le cercle polaire arctique, la chasse et la pêche sont encore des sources traditionnelles très importantes de nourriture. Elles sont devenues sources d'intoxication saturnique chronique pour une partie de la génération des enfants nés des années 1920 aux années 1990 au moins. C'est à cette période que l'usage des fusils se répandait, combinant et additionnant la toxicité des munitions au plomb à celle d'autres polluants ; Ceci au point que certains chercheurs dénonçaient dans les années 1980 une « épidémie silencieuse d'empoisonnement par les métaux ». La chasse des oies qui ingèrent le plomb répandu par les chasseurs sur des lieux qui sont aussi des aires de repos ou d'alimentation des oiseaux, semble en être la première responsable : l'analyse isotopique du sang de cordon ombilical provenant des bébés inuits, au moment de la naissance a mis en évidence huit fois plus de bébés inuits atteints de saturnisme à la naissance qu'au sud du Québec, et que ce plomb provient bien des cartouches de chasse (et non de retombées atmosphériques ou des poissons ou phoques). Le plomb est interdit pour les chasseurs canadiens, mais une tolérance a persisté pour les amérindiens et les inuits, au motif que les cartouches à grenaille de plomb étaient moins coûteuses à l'achat que celles à grenaille d'acier.
Un constat similaire de plombémie trop élevée a été confirmé au début des années 2000 côté Groenland. Une étude récente (2005) a comparé le plomb contenu dans des échantillons de foie d'inuits et de caucasiens danois décédés de diverses causes. À âge et sexe égal, les différences sont remarquables : Les foies d'inuits se sont montrés beaucoup plus chargés de plomb, et chez les hommes plus que chez les femmes (alors que les femmes accumulent plus de mercure). La différence Homme-Femme entre taux de plomb dans le foie était nette chez les Inuits, et à peine marquée chez les Danois. 81,1 % des échantillons danois étaient sous la limite de détection du plomb, alors que tous les foies d'Inuits étaient au-dessus. Dans les deux cas (inuit et danois, le plomb était d'autant plus présent dans le foie que la personne était âgée, ce qui montre une exposition chronique et bio-accumulative. La teneur médiane (percentile 5-95) était de 14,96 μmol/kg/kg de foie sec (4,83 à 74,80) chez les Inuits, et inférieure à 0,05 μmol/kg de foie sec (moins de 0,05 à 29,44) chez les Danois. Toutes les Inuits avaient des teneurs en plomb du foie au-dessus de la limite de détection, alors que 60 Danois (81 %) avaient la teneur en plomb du foie en dessous de la limite de détection. Selon les auteurs de ces études, l'explication la plus plausible de cette plombémie est (comme pour les inuits du Canada) la consommation d'oiseaux atteints de saturnisme aviaire à la suite de l'ingestion de grenaille de plomb, laquelle peut se poursuivre longtemps après l'interdiction du plomb, tant que la grenaille tombée au sol reste exposée aux oiseaux qui la recherchent comme gastrolithe, les oies et eiders par exemple. 
Après une campagne de sensibilisation, des progrès spectaculaires ont été constatés de 1992 à 2004 en ce qui concerne la plombémie (taux moyen descendu à 0,19 mmol/L, soit une diminution de 55 % en 12 ans) dans la population générale. Une plombémie plus élevée persiste cependant chez les personnes les plus âgées .

### Aires protégées
On y compte trois parcs nationaux du Québec : 
- Parc national des Pingualuit (1 133,90 km2);
- Parc national Kuururjuaq (4 460,80 km2);
- Parc national Tursujuq (26 121 km2), la plus grande aire protégée du Québec.

## Administration

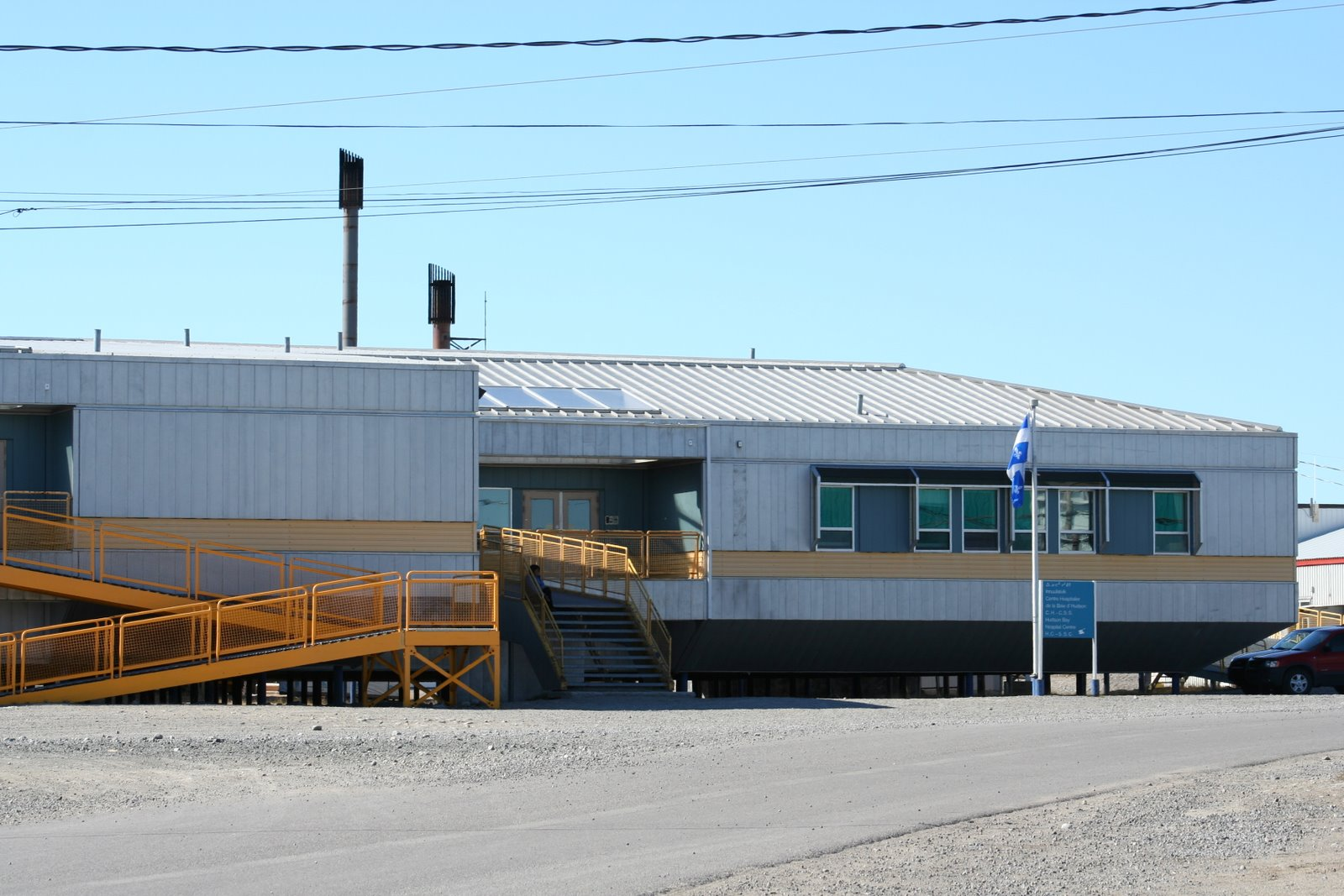
Le Centre de santé Inuulitsivik, à Puvirnituq

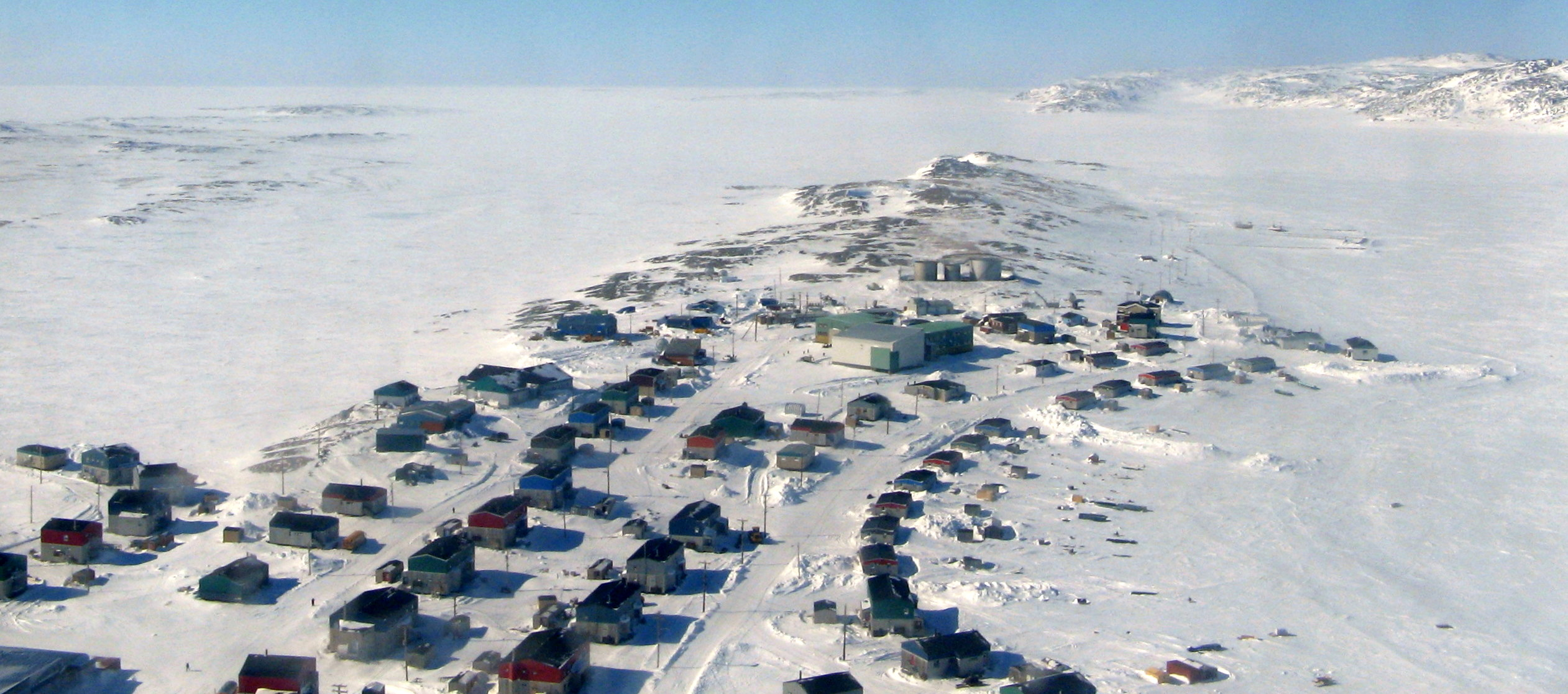
La communauté de Akulivikau Nunavik.

La Convention de la Baie-James et du Nord québécois de 1975 a ouvert la voie à la construction du complexe hydroélectrique La Grande et a jeté les bases d'une autonomie gouvernementale pour la région du Nunavik avec la création de l’Administration régionale Kativik (ARK). Tous les résidents des 14 villages nordiques, autochtones et non-autochtones, ont le droit de vote. L'ARK est subventionnée par le gouvernement du Québec (50 %) et le gouvernement du Canada (25 %). Le village cri de Whapmagoostui, près du village nordique Kuujjuarapik est l’exception à la règle et est plutôt géré par l'Administration régionale crie et le Grand Conseil des Cris. 
Le siège administratif de l'ARK se trouve à Kuujjuaq, sur le fleuve Koksoak, au sud de la baie d'Ungava. Les autres villages importants sont Inukjuak (où le film Nanouk l'Esquimau a été tourné, en 1922), Salluit, Puvirnituq et Kangiqsualujjuaq.
La nation naskapie de Kawawachikamach, de la Côte-Nord, est propriétaire de terres de chasse et de piégeage dans le sud du Nunavik et est représentée au sein de l'ARK.
La Société Makivik, qui a son siège social à Kuujjuaq, représente les Inuits du Québec dans leurs relations avec les gouvernements du Québec et du Canada et gère les indemnités versées par le gouvernement du Québec dans le cadre de la Convention de la Baie James et du Nord québécois (environ 140 millions de dollars entre 1975 et 1999). La Société milite en faveur d'une plus grande autonomie du Nunavik et elle a récemment conclu une entente de principe sur la reconnaissance des droits ancestraux des Inuits du Nunavik sur les îles au large des côtes, qui font partie du territoire du Nunavut.
Le gouvernement du Québec assure les services de santé et  d'éducation par le biais de la commission scolaire Kativik et de deux centres de santé.

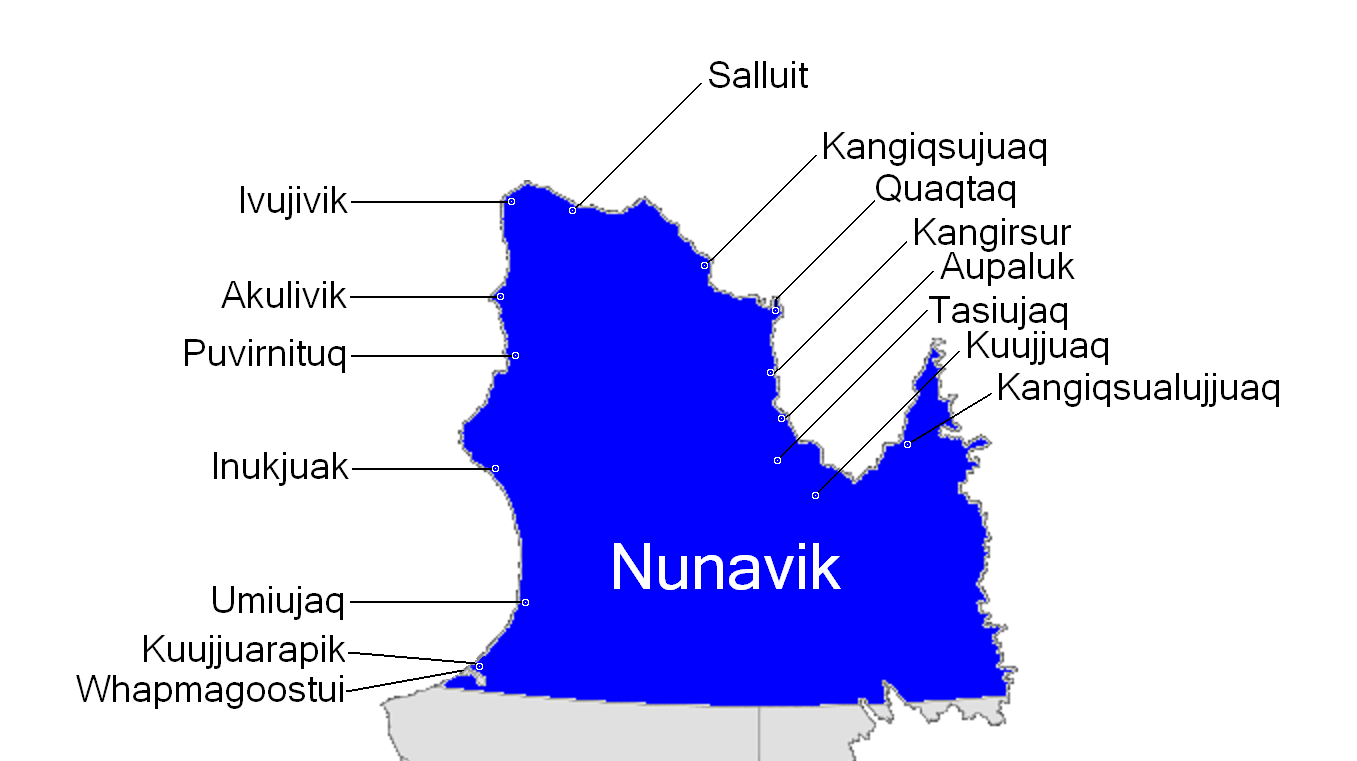
Carte des villages du Nunavik

### Communautés du Nunavik (villages nordiques)
Voici les données du recensement de 2016 :
- Akulivik[41], (population: 633 hab.)
- Aupaluk, (pop. 209)
- Inukjuak, (pop. 1312 )
- Ivujivik, (pop. 414)
- Kangiqsualujjuaq, (pop. 942)
- Kangiqsujuaq, (pop. 750)
- Kangirsuk, (pop. 567)
- Kuujjuaq, (pop. 2754)
- Kuujjuarapik, (pop. 686)
- Puvirnituq, (pop. 1779)
- Quaqtaq, (pop. 403)
- Salluit, (pop. 1483)
- Tasiujaq, (pop. 369)
- Umiujaq, (pop. 442)
- Whapmagoostui[43], (pop. 984, subdivision du recensement), seul village cri du Nunavik.